# Miss Polonia 2000
Miss Polonia 2000 – 25. edycja konkursu piękności Miss Polonia. Gala finałowa odbyła się 14 października 2000 w Domu Kultury w Kielcach.
Miss Polonią została Justyna Bergmann z Grudziądza.

## Rezultaty
| Tytuł             | Laureatka            |
| ----------------- | -------------------- |
| Miss Polonia 2000 | Justyna Bergmann     |
| I Wicemiss        | Małgorzata Rożniecka |
| II Wicemiss       | Monika Gruda         |

### Nagrody specjalne
| Tytuł             | Laureatka            |
| ----------------- | -------------------- |
| Miss Elegancji    | Justyna Kordek       |
| Miss Foto         | Justyna Bergmann     |
| Miss Publiczności | Agnieszka Radomska   |
| Miss Internetu    | Małgorzata Rożniecka |

## Finalistki
| Nr | Kandydatka           | Wiek | Wzrost | Województwo         | Miejscowość    |
| -- | -------------------- | ---- | ------ | ------------------- | -------------- |
| 1  | Justyna Rudzka       | 19   | 172 cm | Lubelskie           | Chełm          |
| 2  | Agnieszka Brykowska  | 21   | 172 cm | Lubelskie           | Biała Podlaska |
| 3  | Izabella Sochańska   | 22   | 172 cm | Kujawsko-pomorskie  | Bydgoszcz      |
| 4  | Justyna Bergmann     | 18   | 173 cm | Kujawsko-pomorskie  | Grudziądz      |
| 5  | Barbara Tomala       | 19   | 173 cm | Pomorskie           | Turze          |
| 6  | Katarzyna Skibowska  | 19   | 174 cm | Podkarpackie        | Sanok          |
| 7  | Agnieszka Radomska   | 19   | 174 cm | Śląskie             | Bielsko-Biała  |
| 8  | Agnieszka Kuśmirek   | 22   | 174 cm | Łódzkie             | Łódź           |
| 9  | Joanna Bekisz        | 19   | 175 cm | Warmińsko-mazurskie | Biskupiec      |
| 10 | Justyna Kordek       | 22   | 175 cm | Warmińsko-mazurskie | Szczytno       |
| 11 | Kamila Rasteńska     | 18   | 176 cm | Podlaskie           | Białystok      |
| 12 | Małgorzata Dąbkowska | 20   | 176 cm | Łódzkie             | Zgierz         |
| 13 | Katarzyna Zych       | 22   | 176 cm | Mazowieckie         | Warszawa       |
| 14 | Dorota Pitoń         | 22   | 177 cm | Mazowieckie         | Warszawa       |
| 15 | Kinga Kuczyńska      | 19   | 177 cm | Warmińsko-mazurskie | Iława          |
| 16 | Małgorzata Rożniecka | 22   | 178 cm | Zachodniopomorskie  | Szczecin       |
| 17 | Agata Oniszczuk      | 19   | 178 cm | Lubelskie           | Biała Podlaska |
| 18 | Monika Gruda         | 19   | 179 cm | Mazowieckie         | Siedlce        |
| 19 | Agnieszka Major      | 18   | 180 cm | Mazowieckie         | Siedlce        |
| 20 | Paulina Wodzikowska  | 19   | 181 cm | Warmińsko-mazurskie | Kętrzyn        |